# Instituto de Patologia Tropical e Saúde Pública da Universidade Federal de Goiás
O Instituto de Patologia Tropical e Saúde Pública (IPTSP) da Universidade Federal de Goiás (UFG) é uma das unidades acadêmicas desta universidade. Criada em abril de 1966 com o nome Instituto Central de Patologia Tropical, foi pensado como uma unidade multidisciplinar para o estudo de doenças tropicais. Sua denominação atual se deu em 1997.
Situa-se no Campus Colemar Natal e Silva, no bairro Universitário, na região central de Goiânia.
O prédio, que conta com um auditório e várias salas de aula, envolve múltiplos cursos de graduação da área da saúde, como Biologia, Biomedicina, Bioquímica, Enfermagem, Farmácia, Medicina, Odontologia e Veterinária.